# Eupithecia lachrymosa
Eupithecia lachrymosa är en fjärilsart som beskrevs av George Duryea Hulst 1900. Eupithecia lachrymosa ingår i släktet Eupithecia och familjen mätare. Inga underarter finns listade i Catalogue of Life.